# Стојића гумно
Стојића гумно је археолошки локалитет из бронзаног доба, који се налази у Србији, у југоисточном Срему, на периферији села Белегиш. На високој речној тераси је, уз десну обалу Дунава на 116,50 до 117 метара надморске висине. Ово је најзначајнија некропола Белегиш културе.

## Историјат истраживања
Приликом ископавања иловаче за локалну циглану 1925. године откривени су први налази на овом локалитету. У истраживањима 1925. и 1938. године откривено је 167 спаљених покојника, од којих је 155 обележено бројевима, 5 уништених гробова означени су као »керамичка група I-III«, помиње се и 7 уништених гробова означених словима од A до G. У каснијим ископавањима утврђено је 177 укопа.
У Музеју града Београда налази се 10 случајних налаза, од тога 9 амфора и лонац. Налази пронађени између 1925. и 1938. нису сачувани.

## Сахрањивање
На северном делу некрополе отркивена су три згаришта за која се претпоставља да су била место за ломаче на којима су покојници су спаљивани. Пепео је полаган у урне које су биле различитог облика (амфора, лонац, здела). Урне су биле укопане у земљу, на дубини од око пола метра. Прилози, метални или керамички предмети, облуци или орнаментисане кости, стављани су или у урне или поред њих.